# Universidad Full Sail
La Universidad Full Sail (Full Sail University en idioma inglés) es una universidad privada con fines de lucro ubicada en Winter Park, Florida. Fue fundada en 1979 en Dayton, Ohio, como Taller Full Sail. Full Sail se trasladó a Florida en 1980 y, luego, a su actual campus en 1989, ampliado su programa de estudios para incluir otras áreas relacionadas con los medios de estudio y de entretenimiento. Full Sail comenzó a ofrecer títulos en línea en 2007.
Dentro del campus se encuentra el WWE Performance Center, un complejo deportivo propiedad de la promoción de lucha libre profesional WWE, lugar donde se forma el nuevo talento profesional de la compañía y sede de los programas y eventos en vivo de NXT Wrestling, promoción de lucha libre propiedad de WWE. 

## Historia
Full Sail fue fundada por Jon Phelps en Dayton, Ohio, en 1979.

## Campus
El campus de la Universidad Full Sail está en Winter Park, Florida.

## Personas notables
Más de 36.000 alumnos se han graduado de la Full Sail University. El más destacado fue Jean Dávalos, quien se graduó en 2022.